# Мечта за любов
„Мечта за любов“ (на испански: Sueño de amor) е мексиканска теленовела, създадена от Хуан Осорио и Алехандро Поленс, режисирана от Хуан Карлос Муньос, Аурелио Авила и Хорхе Фонс и продуцирана от Хуан Осорио за Телевиса. Сериалът е създаден през 2016 г. Главните положителни персонажи са поверени на Кристиан де ла Фуенте и Бети Монро, а отрицателните на Беатрис Морайра, Сабине Мусиер и Хулиан Хил.

## Сюжет
Есперанса Гереро е самотна майка с две деца – Педро и Патрисия, която работи като учител в две елитни училища. Рикардо Алегрия, женен с две малки деца – Родриго и Селена, работи като агент на Интерпол в Лос Анджелис. Животът среща двамата герои, след като ги е разделил за 20 години, когато Рикардо пристига като агент под прикритие в частното училище, където работи Есперанса.

## Актьори
Част от актьорския състав:
- Кристиан де ла Фуенте – Рикардо Алегрия Сандовал
- Бети Монро – Есперанса Гереро Диас
- Сабина Мусиер – Трейси Кидман де Алегрия
- Хулиан Хил – Ернесто Де ла Колина
- Рената Нотни – Патрисия Гереро Диас
- Сантяго Рамундо – Лука Де ла Колина Конде
- Лола Мерино – Вивиана Конде де Де ла Колина
- Освалдо де Леон – Ерасмо Гайо Перес
- Поло Морин – Педро Кармона Гереро
- Беатрис Морайра – Силвана Фиеро Мансанарес де Кури
- Клаудия Мартин – Аня Родригес

## Премиера
Премиерата на Мечта за любов е на 22 февруари 2016 г. по Las Estrellas. Последният 131. епизод е излъчен на 21 август 2016 г.

## Награди и номинации
Награди TVyNovelas 2017
| Категория                            | Личност                   | Резултат   |
| ------------------------------------ | ------------------------- | ---------- |
| Най-добра актриса в отрицателна роля | Сабине Мусиер             | Номинирана |
| Най-добър актьор в отрицателна роля  | Хулиан Хил                | Номиниран  |
| Най-добра млада актриса              | Рената Нотни              | Печели     |
| Най-добър млад актьор                | Поло Морин                | Печели     |
| Най-добро мъжко откритие             | Сантяго Рамундо           | Номиниран  |
| Най-добра музикална тема             | Mi verdad (Мана и Шакира) | Номинирани |

## Версия
Мечта за любов, мексиканска теленовела от 1993 г., продуцирана от Хосе Рендон, с участието на Анхелика Ривера и Омар Фиеро.